# 喜多條敦志
喜多條 敦志（きたじょう あつし、1980年9月2日- ）はゲームミュージックの作曲家、編曲家。株式会社アトラス所属のサウンドクリエイター。

## 来歴
中学時代、当時から好きだった小室哲哉に憧れてコンピュータでの打ち込みや作曲を始め、独学で音楽を学ぶ。
大学時代に友人が自主制作したゲームのBGM・効果音制作を手伝ったことをきっかけにゲーム会社への就職を真剣に考えるようになり、2006年にアトラスへ入社。入社後初めて携わった作品は『グローランサーVI』。その後『ペルソナ3 フェス』をはじめとした様々なタイトルに効果音やヘルプなどで携わり、『東京鬼祓師 鴉乃杜學園奇譚』で初のメインコンポーザーを務めた。
音楽を始めた当時はキーボーディストに憧れていたが、アトラス入社後はギターに目覚めて猛特訓を始めている。『ペルソナQ』の制作前後にはバイオリンを習っていた。2020年2月に行われた『ペルソナ5 スクランブル 発売記念前夜祭』では初のキーボード演奏を披露し、2022年の『PERSONA SUPER LIVE P-SOUND WISH』にもサプライズゲストとして出演した。
2024年4月17日、NexTone Award 2024にて「アトラスサウンドチーム」として国際賞を受賞した。
作曲を担当した『ペルソナ3 リロード』の戦闘曲『It's Going Down Now』は海外においてゲーム音楽としては異例のヒットを記録し、MUSIC AWARD JAPAN 2025にて「Top Global Hit From Japan」「Top Japanese Song in North America」にノミネートされた。

## 主な作品

### ゲーム
- ペルソナ4（2008年、PS2）- 目黒将司らと共同
- カドゥケウス ニューブラッド（2008年、Wii）- 土屋憲一と共同
- 女神異聞録デビルサバイバー（2009年、DS）- ジングル2曲を担当
- 東京鬼祓師 鴉乃杜學園奇譚（2010年、PSP）- 土屋憲一と共同
- HOSPITAL. 6人の医師（2010年、Wii） - 小塚良太らと共同
- キャサリン（2011年、PS3、Xbox 360）- 目黒将司らと共同
- ペルソナ2 罪 INNOCENT SIN.（2011年、PSP）- 主に編曲を担当
- デビルサバイバー2（2011年、DS）- 伊藤賢治らと共同
- ペルソナ2 罰 ETERNAL PUNISHMENT.（2012年、PSP）- 一部編曲を担当
- ペルソナ4 ジ・アルティメット イン マヨナカアリーナ（2012年、AC、PS3、Xbox 360）- 目黒将司と共同
- ペルソナ4 ザ・ゴールデン（2012年、PS Vita）- 目黒将司らと共同
- ペルソナ4 ジ・アルティマックス ウルトラスープレックスホールド（2013年、AC、PS3）
- ペルソナQ シャドウ オブ ザ ラビリンス（2014年、3DS）- 小西利樹らと共同
- ペルソナ5 （2016年、PS3、PS4）- 目黒将司らと共同
- ペルソナ3 ダンシング・ムーンナイト（2018年、PS4、PS Vita）- リミックス2曲を担当
- ペルソナ5 ダンシング・スターナイト（2018年、PS4、PS Vita）- リミックス1曲を担当
- ペルソナQ2 ニュー シネマ ラビリンス（2018年、3DS）
- ペルソナ5 ザ・ロイヤル（2019年、PS4）-「あいつはトリック☆スタ→」作曲
- ペルソナ5 スクランブル ザ ファントム ストライカーズ（2020年、PS4、Switch）- 増岡郷太らと共同
- ペルソナ3 リロード（2024年、Xbox Series X/S、Xbox One、PS5、PS4、Steam）
- メタファー：リファンタジオ（2024年、Xbox series X/S、Windows、PS5、PS4、Steam）- 目黒将司らと共同

### 舞台
- PERSONA5 the Stage （2019年）
- PERSONA5 the Stage #2 （2020年）
- PERSONA5 the Stage #3 （2021年）- 小林哲也と共同
- PERSONA5 the Stage #4 FINAL （2022年）- 小林哲也と共同

### 楽曲提供
- 川村ゆみ
  - 「きらら」(2017年 アルバム『ゆみザウルス』収録）